# Medaille zum 20. Jahrestag des befreiten Vaterlandes
Die Medaille zum 20. Jahrestag der Befreiung des Vaterlandes (rumänisch A XX-a aniversare a eliberării patriei) war eine staatliche Auszeichnung der Sozialistischen Republik Rumänien. Die Stiftung erfolgte am 19. August 1964 per Dekret 504 des Staatsrates (Consiliul de stat). Die Veröffentlichung der Statuten wurde im rumänischen Staatsanzeiger (Buletinul oficial) Nr. 15 bekannt gemacht. Die Medaille wurde als sichtbares Jubiläumsabzeichen anlässlich der 20. Wiederkehr der sozialen, nationalen und antifaschistischen Befreiungsrevolution verliehen. Und zwar an diejenigen, die einen besonderen Beitrag beim Aufbau des Sozialismus in Rumäniens geleistet hatten.

## Aussehen und Trageweise
Die einklassige bronzene Medaille ist hochoval und zeigt auf strahlenden Hintergrund die römischen Ziffern XX sowie die darunter liegende Inschrift 23. August Der untere Teil der Medaille wird dabei von zwei unten gekreuzten, gebunden nach oben hin gebogenen Lorbeerzweigen bestimmt.  Das Revers der Medaille gleich der Vorderseite und zeigt unter einer strahlenden Sonne die Inschrift A XX-A ANIVERSARE / A ELIBERARII / PATRIEI / 1944-1964.
Getragen wurde die Medaille an der linken Brustseite des Beliehenen an einer  24 mm breiten pentagonalen Spange am weiß gewässerten Band. In das Band ist ein 5 mm breiter roter Mittelstreifen eingewebt. Der Saum besteht beidseitig aus einem je 1 mm zinnrot-gelb-dunkelblauen Seitenstreifen; gesamt je 3 mm.